# دوني هاموند
دوني هاموند (بالإنجليزية: Donnie Hammond)‏ هو لاعب غولف أمريكي، ولد في 1 أبريل 1957 في فريدريك في الولايات المتحدة.

## وصلات خارجية
- دوني هاموند على موقع رابطة لاعبي الغولف المحترفين (الإنجليزية)
- دوني هاموند على موقع رابطة اليابان للاعبي الغولف المحترفين (الإنجليزية)
- دوني هاموند على موقع التصنيف العالمي الرسمي للغولف (الإنجليزية)